# Großbothen
Großbothen è una municipalità (Ortschaft) della città tedesca di Grimma.

## Geografia antropica
La municipalità di Großbothen comprende le frazioni di Großbothen, Kleinbothen e Schaddel.